# Donnie Joseph
Don Atley Joseph (né le 1er novembre 1987 à San Marcos, Texas, États-Unis) est un lanceur de relève gaucher de baseball qui a évolué dans la Ligue majeure pour les Royals de Kansas City en 2013 et 2014.

## Carrière
Joueur des Cougars de l'Université de Houston, Donnie Joseph est un choix de troisième ronde des Reds de Cincinnati en 2009. Toujours joueur en ligues mineures, Joseph est avec le lanceur droitier J. C. Sulbaran transféré aux Royals de Kansas City en échange du lanceur de relève droitier Jonathan Broxton le 31 juillet 2012.
Joseph fait ses débuts dans le baseball majeur avec Kansas City le 11 juillet 2013. Il lance 5 manches et deux tiers en 6 matchs, sans accorder de point et en retirant 7 adversaires sur des prises en 2013 pour les Royals. En 2014, il ne fait qu'un apparition au monticule pour cette équipe. Le 30 juin 2014, les Royals vendent le contrat de Joseph aux Marlins de Miami.